# Ощущение реальности
Ощущение реальности — дебютный альбом российской певицы Татьяны Зыкиной, вышедший 28 марта 2009 года на лейбле REAL Records. Альбом содержит все треки, представленные на сингле, а также те, которые были выложены для скачивания на официальном сайте певицы; но помимо них есть и ряд песен, прежде недоступных в студийных версиях. Помимо диска с основной аудиопрограммой лицензионное издание содержит бонусный диск с ремиксами и альтернативными версиями песен.

## Об альбоме
Альбом записывался на «Мосфильме» с июня 2008 года по март 2009-го. Самая новая песня - «Ты-то кто?», она была написана за 3-4 месяца до выхода альбома, самая старая - «Чалый год», это где-то 2002-й. Мы выпускали альбом-антологию, потому что за несколько лет в Интернете скопилось большое количество разных песен, записанных в разных студиях, в разном качестве, и мы решили причесать их под одну саунд-гребёнку и выпустить, наконец, под одной обложкой. Должен же у музыканта быть свой альбом. Первый он, второй, единственный - неважно. Он должен быть
Альбом является антологией творчества Зыкиной периода с 2002 по 2009 год. Многие песни были уже известны некоторым слушателям из неофициального альбома «Под бельём», который певица выпустила под псевдонимом Татьяна Баграмян.
Впоследствии Зыкина довольно негативно отзывалась о своей дебютной пластинке: «проблема была в том, что я сама не знала, как я хочу. Знала бы — сказала: „Ребята, надо вот так, если вы пас, я не заставляю“. А люди, с которыми я работала, были намного опытнее и взрослее, чем я. И они как раз знали, что хотели. Поп-рок-историю. Не камерную музыку — стадионную. А я к этому не приспособлена — ни психологически, ни по материалу. И эти старые песни — они для меня сейчас смешны. Это когда девочка учится готовить и испекла, например, пельмени размером с ладонь — кривые, косые, и вообще в воде развалились. Да, это тоже шаги. Просто получилось так, что они были публичными. Совершив шаг, за который мне сейчас отчасти стыдно, я подвела не только себя, но и людей, которые со мной в это ввязались».
Известно также, что многие считают песню «Город в котором» авторством Земфиры. Сама Зыкина негативно отзывается по этому поводу: «есть две песни, авторство которых приписывают Земфире почему-то. Мне часто пишут — что такое, почему „Город в котором“ поет Земфира, а подписано — Татьяна Зыкина? Мне хочется ответить — ну вы в своем уме вообще? В общем, я это все воспринимаю как некий абсурд».
После выхода дебютного альбома, Зыкина перейдет к абсолютно иному звучанию на своем втором альбоме. Сама она говорила, что поворотным моментом к этому стала запись песни «Логово»: «я очень четко помню этот момент. Песня была для меня в личном плане очень серьёзной — ну вот бывает такое, когда чувствуешь, что должен хорошо сделать песню, порваться на немецкий флаг, чтобы она была такой, как надо. И когда я услышала аранжировку — ну, это была катастрофа. Это же как делается — ты приносишь демку, оттуда берется черновой вокал, человек это аранжирует. Но проблема была та же — я не знала, что хочу. Не могла сказать: „Ребята, гитары быть не должно, давайте я вернусь в Ижевск, ради бога, но я не дам насиловать собственную песню“. Их никто не насиловал — я сама отдала. Но вот именно после этой песни я сказала, что это полный крах. А мне ответили: „Слушай, ну, в семье не без урода, пусть останется“. А дальше — компромисс за компромиссом, и уродов накопилось больше половины альбома. И после „Логова“ я поняла, что ничего уже не откатишь назад. Столько денег вложено, столько всего проанонсировано… Мне было страшно думать про будущее. Сегодня мы играем на дне города в парке Горького после „Города 312“ — и что дальше? Хочу ли я вообще в эту обойму?»

### История создания
Весь записанный материал до релиза пластинки со временем оказался в Интернете, где его и нашёл московский журналист и пиарщик Александр Кушнир. В августе 2007 года он организовал первое московское выступление Татьяны, уже под настоящей фамилией (до этого момента она носила псевдоним Баграмян). На этом концерте Зыкину заметили представители лейбла REAL records, на котором спустя полтора года, в марте 2009-го был выпущен первый официальный альбом «Ощущение реальности». Песни написаны за долгий немосковский творческий период певицы. Трек «Водопады» вошёл в хит-парад лучших песен 2009 года на радио «Maximum».
В записи альбома приняли участие Юрий Цалер («Мумий Тролль»), Владимир «Корней» Корниенко и Дэн Маринкин (экс-«Zемфира»), а также постоянные участники группы, сопровождающей певицу на концертах: гитарист Павел «Паштет» Мартыненко (E. Погребижская, «Фонограф», «Гости из будущего»), клавишник Оскар Чунтонов («Big Black Boots», «Чер-Та», «Zventa Sventana»), бас-гитарист Роман Гринев (Н. Арутюнов, «Funk You»), барабанщик Антон Дашкин (И. Богушевская, Ф. Чистяков). Над альбомом работала группа аранжировщиков — саунд-продюсер Егор Жирнов («Чёрный обелиск», «Рондо», Александр Иванов, «Город 312»), Андрей Зуев, Игорь Павленко, Натан Моргунов, Александр Андреев. Аранжировку одной из композиций («В доме в моей груди») выполнил легендарный рок-музыкант Вадим Голутвин («Воскресение», «Аракс», «СВ»), альбомная версия записана с симфоническим оркестром «Moscow Media Orchestra».

## Продвижение и релиз
28 марта 2009 года в клубе «Б2» состоялась презентация альбома. Артистка представила программу, разделенную на три части: два электрических блока были разбиты акустическим сетом.
В поддержку альбома было снято два ролика: автором видео «Водопадами» стала известный клипмейкер Ирина Миронова, а «Ты-то кто?» — вокалист группы «Танок на майдані Конґо» Фагот (Олег Михайлюта). Первый концертный клип Татьяны Зыкиной на песню «ДР» с дебютного диска появился летом 2010 года.
Песня «Нора», записанная в дуэте с лидером группы Мумий Тролль Ильёй Лагутенко, была отмечена независимой музыкальной премией «Золотая Горгулья 2009» в номинации «Совместный проект года».

## Критика
В целом альбом получил смешанные отзывы. Многие музыкальные критики дали отрицательную оценку дебюту певицы, отметив схожесть с творчеством Земфиры, использование ненормативной лексики в текстах песен, а также не самые сильные вокальные данные Зыкиной.
Илья Зинин из журнала Rolling Stone писал, что создается ощущение, что концепцию «новая Земфира» решили воплотить буквально: рекорд-лейбл, раньше выпускавший Рамазанову (их отношения сейчас находятся в центре громкого скандала), Александр Кушнир как продюсер, гитарист «Мумий Тролля» Юрий Цалер и сам Илья Лагутенко, чей вокал можно услышать в песне «Нора». И тут уже впору говорить о кризисе идей в индустрии: команда суперпрофессионалов старательно воспроизвела собственные клише десятилетней давности, благодаря чему неглупые, мелодичные и романтичные песни Зыкиной предстали в типичных рокапопсовых обработках. В общем, если б не эти аранжировки, можно было бы говорить о Татьяне как о новом и самостоятельном явлении. Пока же при прослушивании «Ощущения реальности» и в самом деле невозможно отделаться от невольных сравнений с Земфирой, что вряд ли на пользу Зыкиной.
Александр Горбачёв в журнале Афиша писал, что «мытарства с продюсерами дают о себе знать: звук у пластинки выверенный и вышколенный, деловито заточенный под эфиры и достаточно объемный, чтобы не раздражать вне них. Эффекты полировки иногда сказываются (скажем, хорошая песня „Сдала“ синтезаторными фокусами испорчена; акустическая версия а-ля Nouvelle Vague на бонус-диске гораздо лучше), но в целом все получилось: это плотный, удачно форматированный рок без сучков, но с задоринкой. Героиня тоже в порядке: Зыкина нашла верную интонацию (не надрывается, не голосит почем зря, не наигрывает — поет, как говорит) и сочинила полтора десятка многословных, но не голословных песен. Она игриво обходится с грамматикой, она изъясняется понятными полунамеками, она поет о любви как следствии быта, она… Впрочем, вместо описаний достаточно вспомнить ещё одно имя на З: да, Зыкина очень похожа на Земфиру, какой та была десять (или восемь) лет назад».
Денис Ступников с портала KM.ru писал, что «дебютный диск Татьяны Зыкиной отнюдь не снял предварительных вопросов, а лишь поставил новые. Почему альбом называется „Ощущение реальности“, тогда как на обложке зыбкий образ певицы предстает в виде неопределенно растекающихся циферблатов с картин Сальвадора Дали? Почему, имея постоянный состав музыкантов, Зыкина, тем не менее, прибегла к услугам сессионных специалистов? Зачем понадобилось размещать на диске целых три варианта нудной, злобной и двусмысленной песни „Нора“ — и даже приглашать для участия в одном из них уже упомянутого Илью Лагутенко? Наконец, не слишком ли много для первоначального восприятия выдается песен (16 основных, да 9 в бонусах)? В общем, концентрированного точечного удара не получилось — в замысле исполнительницы и её продюсеров ощутимы неуверенность, размытость и желание элементарно задавить массой».

## Список композиций

### Обычное издание
Все тексты написаны - Татьяна Зыкина.
| №   | Название           | Длительность |
| --- | ------------------ | ------------ |
| 1.  | «Весёлые старты»   | 3:14         |
| 2.  | «Замерзаю»         | 4:32         |
| 3.  | «ДР»               | 3:51         |
| 4.  | «Водопадами»       | 3:44         |
| 5.  | «Чай»              | 4:07         |
| 6.  | «Незачем»          | 4:36         |
| 7.  | «Город, в котором» | 4:06         |
| 8.  | «4444»             | 4:19         |
| 9.  | «Ты-то кто?»       | 3:32         |
| 10. | «Сдала»            | 3:55         |
| 11. | «Нора»             | 3:05         |
| 12. | «Логово»           | 3:47         |
| 13. | «Верь мне»         | 3:08         |
| 14. | «2 кота»           | 2:55         |
| 15. | «Девочки знают»    | 3:40         |
| 16. | «Библиотеки»       | 4:27         |

| №  | Название                                             | Длительность |
| -- | ---------------------------------------------------- | ------------ |
| 1. | «Нора» (feat. И.Лагутенко & DJ Ram)                  | 3:08         |
| 2. | «В доме в моей груди»                                | 3:46         |
| 3. | «Сдала» (roublevka light version)                    | 3:31         |
| 4. | «2 кота» (light version)                             | 3:27         |
| 5. | «Нора» (light version)                               | 3:31         |
| 6. | «Чалый год» (feat. Т.Квителашвили)                   | 4:26         |
| 7. | «В доме в моей груди» (feat. Moscow Media Orchestra) | 3:43         |